# Floris V. Holandski
Floris V. (24. junija 1254 – 27. junij 1296) je vladal kot grof Holandski in Zeelandski od 1256 do 1296. Njegovo življenje je v  Rijmkroniek podrobno dokumentiral Melis Stoke, njegov kronist. Pripisujejo mu večinoma miroljubno vladanje, posodabljanje uprave, politike, koristne za trgovino, na splošno delovanje v interesu svojih kmetov na račun plemstva in pridobivanje zemlje od morja. Njegov dramatičen umor, ki sta ga zasnovala angleški kralj Edvard I. in Guy, grof Flandrije, ga je naredila za heroja V Holandiji.

## Zgodnje življenje
Floris je bil sin grofa Viljema II. (1227–1256) in Elizabete Brunswick-Lüneburške. Njegovega očeta so leta 1256 ubili Frizijci, ko je bil Floris star komaj dve leti. Skrbništvo nad Florisom je najprej pripadlo njegovemu stricu (Floris de Voogd od 1256 do 1258), nato pa njegovi teti (Adelajda Holandska od 1258 do 1263). Boj za skrbništvo nad Holandijo je dosegel vrhunec v bitki pri Reimerswaalu 22. januarja 1263, kjer je grof Oton II., Gelderski premagal Adelajdo (Aleidiso) in so ga plemiči, ki so nasprotovali Adelajdi, izbrali za regenta.
Oton II. je služil kot skrbnik Florisa V. do njegovega dvanajstega leta (1266) in ko je veljal za sposobnega sam upravljati Nizozemsko. Florisova mati Elizabeta je po moževi smrti leta 1256 še naprej prebivala v Holandiji. Umrla je 27. maja 1266 in je pokopana v opatijski cerkvi Middelburg. Umrla je istega leta, ko je bil grof Floris V. razglašen za dovolj starega, da lahko vlada brez skrbništva, 10. julija 1266.
Florisa je podpiral grof Hainaut iz rodbine Avesnes, ki je bil največji sovražnik grofa Flandrije iz rodbine Dampierre. Floris se je leta 1269 poročil z Beatrix Dampierrsko, hčerko Guya Dampierrskega, grofa Flandrije.
Leta 1272 je Floris neuspešno napadel Frizijce v prvem poskusu, da bi pridobil truplo svojega očeta. Leta 1274 se je soočil z vstajo plemičev pod vodstvom mogočnih gospodov Gijsbrechta IV. iz Amstela, Zwederja iz Abcoudea, Arnouda iz Amstela in Hermana VI. Woerdena, ki so imeli zemljišča na meji s sosednjo škofijo Utrecht (območje Amsterdama, Abcoude, IJsselstein in Woerden) na stroške škofa. Gijsbrechta in Hermana so podpirali obrtniki iz Utrechta, kmetje Kennemerlanda (Alkmaar, Haarlem in okolica), Waterlanda (severno od Amsterdama) in Amstellanda (Amsterdam in okolica) ter Zahodni Frizijci. Pomagal je šibkemu škofu Janezu I. iz Nassaua tako, da je sklenil pogodbo z obrtniki. Škof je postal odvisen od Holandske podpore in je na koncu leta 1279 Holandiji podelil posesti uporniških gospodov. Popustil je kmetom Kennemerlanda. Kennemerland je bilo območje sipin, kjer so imeli kmetje veliko manj pravic kot kmetje v polderjih. Floris se je znebil vpliva Avesnes in zamenjal zvestobo Dampierrskim.
Leta 1282 je Floris ponovno napadel nadležne Frizijce na severu, jih premagal v bitki pri Vronenu in uspel dobiti truplo svojega očeta. Po pohodu 1287–1288 je končno premagal Frizijce. Medtem je prejel Zeeland-bewester-Šelde (območje, ki nadzoruje dostop do reke Šelde) kot zastavo od nemškega svetega rimskega kralja Rudolfa I. leta 1287, vendar se je lokalno plemstvo postavilo na stran grofa Flandrije, ki je vdrl v 1290. Floris se je dogovoril za sestanek z grofom Guyjem Flandrskim, vendar je bil ujet v Biervlietu in je bil prisiljen opustiti svoje zahteve in nato izpuščen.
Floris je takoj želel nadaljevati vojno, a angleški kralj Edvard I., ki je imel interes za dostop do velikih rek za volno in drugo angleško blago, je Florisa prepričal, naj ustavi sovražnosti s Flandrijo. Ko je leta 1292 Floris zahteval prestol Škotske v Veliki stvari (njegova prababica Ada je bila sestra škotskega kralja Williama I. ), ni prejel pričakovane podpore Edvarda, vendar je Anglija podprla njegove zahteve v novem poskusu, tokrat uspešnejšim, vojna proti Flandriji.

## Ujetost in smrt
Potem ko je Edward I. svojo trgovino z volno preselil iz Dordrechta na Nizozemskem v Mechelen v Brabantu, da bi pridobil podporo Flandrije proti Franciji, je Floris leta 1296 prestopil na stran Francije. Edvard I. je zdaj prepovedal vso angleško trgovino s Holandijo in se dogovoril z Gujem Flandrijskim, da bi Florisa ugrabili in odpeljali v Francijo. Ponižana gospoda Gijsbrecht IV. iz Amstela in Herman iz Woerdena znova stopita na sceno kot del zarote. Skupaj z Gerardom iz Velsena sta med lovsko prireditvijo ujela Florisa in ga pripeljala v grad Muiden (grad Muiderslot). Novica o ujetju se je hitro razširila; zastrašila ljudi, štiri dni pozneje so gospodje skupaj s svojim ujetnikom zapustili grad, da bi prišli na varnejši kraj. Ustavila jih je jezna množica lokalnih kmetov. Gerard iz Velzena je v paniki ubil grofa in gospodje so pobegnili. Gerarda iz Velzena so kasneje ujeli in ubili v Leidnu. Drugi zarotniki so pobegnili v Brabant, Flandijo in morda v Prusijo, kamor so se preselili številni kolonisti in križarji z Nizozemskega.

## Zapuščina
Življenje in smrt Florisa V. je navdihnila pesmi, igre in knjige na Nizozemskem. Najbolj znana je drama "Gijsbrecht van Aemstel" dramatika in pesnika Joosta van den Vondela  iz 17. stoletja, ki govori o zapustitvi Amsterdama v dneh po smrti Florisa V.
Vzdevek »Bog kmetov« je bil uveden po Florisovi smrti v plemstvu in je bil prvotno mišljen kot žalitev. Ime si je prislužil, ker se je obnašal »kot da bi bil sam dobri Gospod s svojimi kmeti«. Očitno je brez dovoljenja cerkve v plemiški stan povzdignil 40 kmetov kot člane reda svetega Jakoba, kar je povzročilo jezo cerkve in 12 obstoječih plemenitih članov tega viteškega reda. Ta zgodba nima zgodovinske podlage, tako kot druga zgodba, ki trdi, da je Gerard iz Velzena sodeloval v zaroti, ker naj bi Floris posilil njegovo ženo. Zagotovo je, da so se nizozemski kmetje Florisa spominjali kot svetnika in da je »Bog kmetov« postal simbolni junak v boju za neodvisnost od Španije v osemdesetletni vojni (1568–1648).

## Družina
Floris V. je bil sin grofa Viljema II. Holandskega in Elizabete Brunswick-Lüneburške. Okoli leta 1271 se je Floris  poročil z Beatrico Flandrsko, hčerko Guya Dampierrskega, grofa Flandrije in Matilde, dedinje Bethune, Dendermonde, Richebourg in Warneton. Floris in Beatrica sta imela več otrok, vključno z: 
- Janez I. Holandski, ki se je poročil z Elizabeto, hčerko angleškega kralja Edvarda I.[2] Brez otrok. Po Janezovi smrti se je Elizabeta vrnila v Anglijo in se poročila s Humphreyjem de Bohunom, 4. grofom Hereforda.
- Margareta, zaročena z Alphonsom, grofom Chesterskim, sinom angleškega kralja Edvarda I. od leta 1281 do njegove smrti leta 1284 [2]

Floris je imel več nezakonskih otrok, vključno z: 
- Witte van Haemstede, sin Anne van Heusden (hči Jana van Heusdena).
- Katarina Holandska (Katherin), poročena  z Zweder van Montfoort

| Predhodnik: Viljem II. Holandski | Grof Holandski in Grof Zeelandski 1256–1296 | Naslednik: Janez I. Holandski |